# 埃米爾·阿達米奇

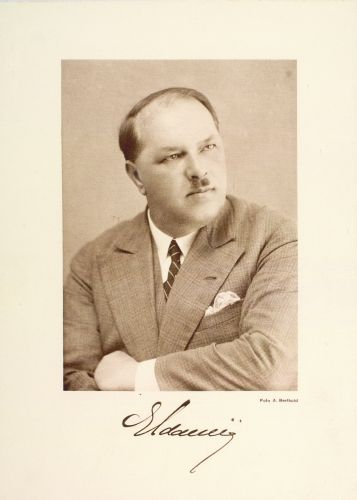
埃米爾·阿達米奇

埃米爾·阿達米奇（1877年12月25日–1936年12月6日），是斯洛維尼亞最多產的作曲家之一。他創作了合唱和管弦樂作品，共有1000多部。
阿達米奇出生於多布羅瓦，父親是阿夫古斯特·阿達米奇（1843–1915年），母親是卡塔琳娜·布鲁斯·阿達米奇（1854–1915年）。他曾在的里雅斯特和盧布爾雅那的音樂學院學習。第一次世界大戰期間，他在塔什干成為戰俘。他的作品包括管弦樂曲《韃靼組曲》（Tatarska suita，1918年）和《盧布爾雅那水彩畫》（Ljubljanski akvareli，1925年），以及合唱作品 《魔鬼的新娘》（Vragova nevesta，1925年）和《沙皇塞繆爾之死》（Smrt carja Samuela，1934年）。他還創作了使用斯洛維尼亞民間音樂元素的歌曲，例如《農民的冬天之歌》（Zimska kmečka pesem，1903年）。他的影響包括浪漫主義、印象派和表現主義。他在盧布爾雅那去世。

## 外部連結
- 公有領域聲樂檔案館上埃米爾·阿達米奇的作品